# Русс, Марион
Марион Русс (фр. Marion Rousse; род. 17 августа 1991, Сен-Сольв) — французская шоссейная велогонщица, спортивный комментатор и директор гонки Тур де Франс Фамм.

## Биография

### Велосипедная карьера

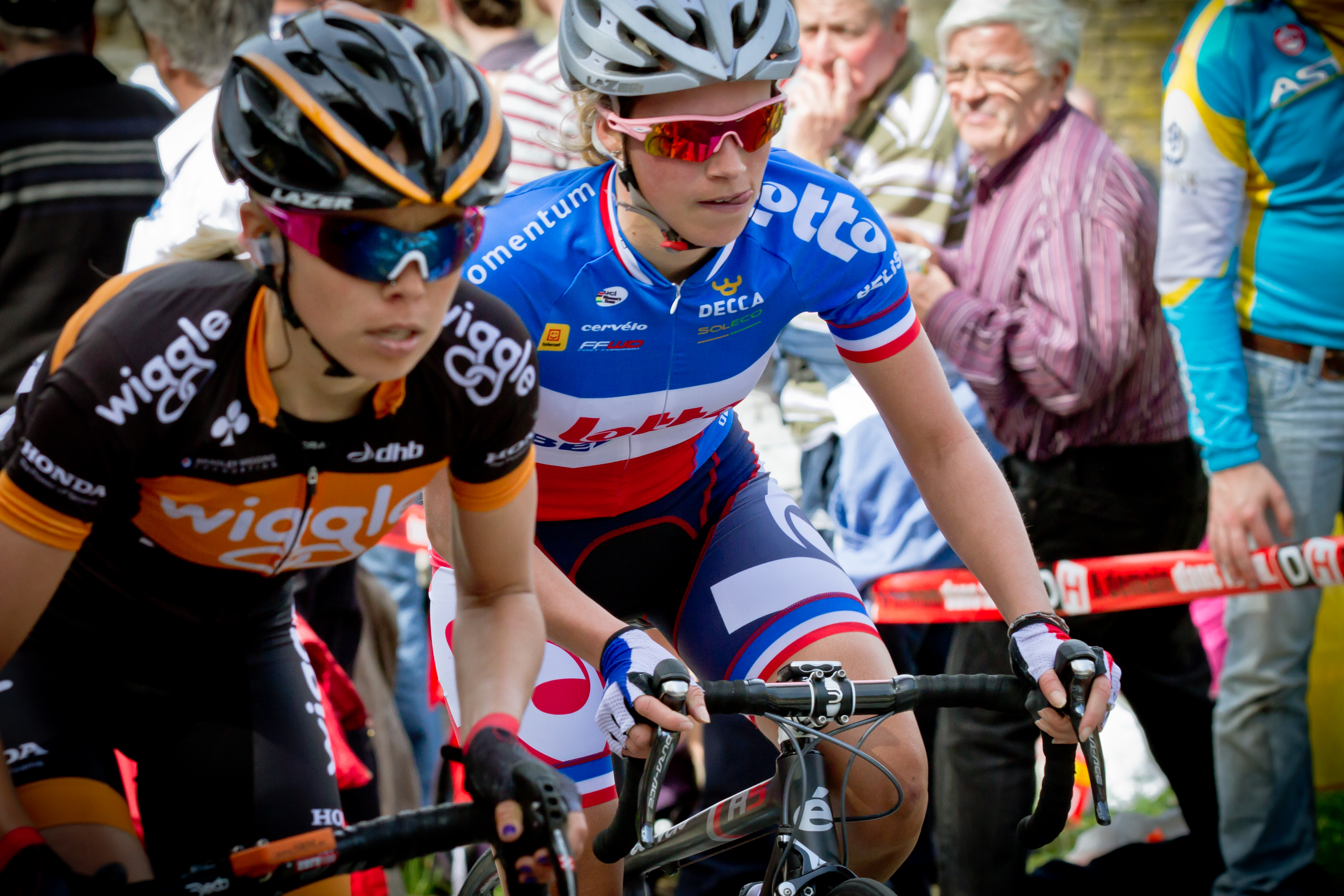
Марион Руссе в майке чемпионки Франции в 2013 году

Марион Русс родился в семье, где отец занимался велоспортом в течение двадцати лет, а трое её двоюродных братьев — Давид Лефевр, Лоран Лефевр и Оливье Боннэр, в прошлом были профессиональными велогонщиками. Она начала кататься на велосипеде в возрасте 6 лет на велодроме в Рубэ. Училась в Камбре.
В 2011 году в возрасте 19 лет стала профессионалом выступая за команду Vienna Futuroscope. В конце того же года снялась для календаря CyclePassion-2012. В следующем 2012 году в возрасте 20 лет стала чемпионкой Франции в групповой гонке среди элиты и в категории до 23-х лет (U23).
  В 2013 году подписала контракт с командой Lotto Belisol Ladies.
В конце 2015 года, когда ей было всего 24 года, решила прекратить свою велосипедную карьеру, чтобы посвятить себя переподготовке в качестве телевизионного консультанта.

### Спортивный комментатор и директор гонок

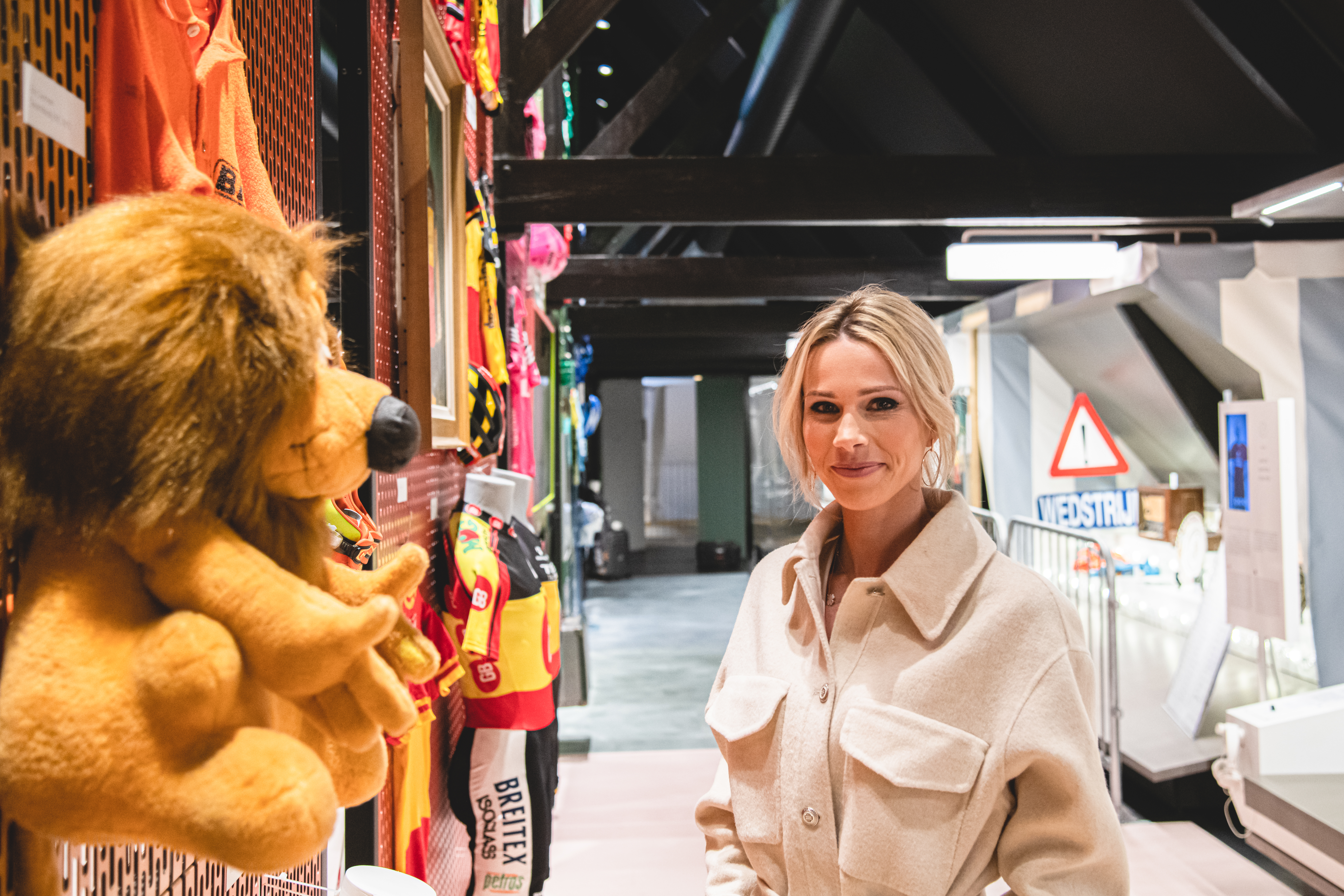
Марион Руссе во время посещения KOERS (музей) в 2023 году

После первого появления Марион Русс в качестве гостя в программе Les Rois de la PédaleГийом Ди Грация, главный редактор отдела велоспорта на Eurosport, предложил ей стать консультантом на канале по случаю старта Вуэльты Испании 2013. Таким образом, с 2013 по 2016 год она была консультантом Eurosport, в частности она участвовала в программе Les Rois de la Pédale. В то же время также была хозяйкой подиума Тур де Франс на котором вручила приз самому агрессивному гонщику этапа, выбранному специальным жюри. В 2017 году в вошла в состав жюри выбирающего данного приза по итогам всей гонки, но больше не принимала участие в официальном подиуме.
В 2017 году покинула Eurosport и присоединилась к France Télévisions. Свою первую гонку на France 3, которой стала Париж — Рубе 2017,  она прокомментировала с Александром Пастером, также из Eurosport, и Лораном Жалабером. Затем она продолжила комментаторскую деятельность, особенно на женских соревнованиях. Каждый год она выступает консультантом на Тур де Франс, где комментирует на сцене и каждый день участвует в клубе Vélo Club Лорана Луята. Она также иногда появляется в спортивных телепрограммах Stade 2 (France 2) и Tout le sport (France 3). В августе 2019 года она вернулась на Eurosport, чтобы в прямом эфире комментировать события, не транслируемые государственной службой, в частности этапы Вуэльта Испании.
С 2019 года она стала заместителем директора Тура Прованса. А в следующем 2020 году так же стала заместителем директора Тура Савойи, то же организованного группой PMC Consultant. В 2022 году прекратила своё сотрудничество с группой. Она критиковала Пьера-Мориса Куртада за невыполнение своих обязательств перед ней в течение двух лет, особенно на финансовом уровне.
10 октября 2021 года она была назначена компанией Amaury Sport Organisation директором Тур де Франс Фамм, женского аналога Тур де Франс, первый этап которой состоялся в июле 2022 года на Елисейских Полях.

### Личная жизнь
В 2008 году познакомилась с Тони Галлопаном, тоже профессиональным велогонщиком. Они поженились в октябре 2014 году. В феврале 2020 года Марион объявила в своем посте в Instagram, что они рассталась.
Два месяца спустя Жулиан Алафилипп, тоже профессиональный велогонщик объявил в интервью L'Équipe, что он состоит в отношениях с Русс. 5 сентября 2020 года в газете L'Humanité была изображена карикатура Марион Русс в постели с Жулианом Алафилиппом. Столкнувшись с протестами, газета извинилась, сняла карикатуру и прекратила сотрудничество с карикатуристом Эспе.
В январе 2021 года Алафилипп объявил в социальных сетях, что их пара ждёт ребенка. Их сын родился 14 июня 2021 года. 14 июня 2021 года Марион родила мальчика которого назвали Нино.

## Достижения
2011
Ронде де Бургундия
Генеральная классификация
2-й этап
2012
 Чемпион Франции — групповая гонка
 Чемпион Франции — групповая гонка U23
3-я на Гран-при Морбиана

## Рейтинги
| Год                 | 2012  |
| ------------------- | ----- |
| Мировой рейтинг UCI | 242-й |
|                     |       |
| Источник: UCI       |       |